# Tiempo de revancha
Tiempo de revancha és una pel·lícula argentina, dirigida per Adolfo Aristarain i protagonitzada per Federico Luppi i Julio De Grazia. Es va estrenar el 1981 i va guanyar molts premis nacionals i internacionals el 1982, entre ells el Primer Premi del Festival de Cinema de l'Havana, el Gran Premi de les Amèriques del Festival Internacional de Cinema de Mont-real i els premis al millor actor, millor director i millor guió original de l'Associació Argentina de Crítics de Cinema (Premis Còndor).

## Argument
Un ex-sindicalista li proposa a un company de feina en una mina propietat d'una empresa multinacional corrupta, produir una explosió que sembli accidental per simular després que ambdós van perdre la parla i negociar una indemnització amb l'empresa. En l'explosió el seu company perd la vida i l'empresa sospita que es va tractar d'una maniobra intencional d'ambdós, negant-se a pagar la indemnització. L'ex-sindicalista llavors decideix iniciar el judici contra l'empresa i portar les coses fins a les seves últimes conseqüències.
La pel·lícula, estrenada durant la dictadura militar del Procés de Reorganització Nacional està plena de simbolisme, com el mateix títol, les característiques de l'enfrontament amb l'empresa, la presència d'explosius, la mort i la pèrdua de la parla.

## Repartiment
- Federico Luppi: Pedro Bengoa
- Haydeé Padilla: Amanda Bengoa
- Rodolfo Ranni: Torrens
- Julio De Grazia: Larsen
- Ulises Dumont: Bruno Di Toro
- José Jofre Soares: Aitor
- Aldo Barbero: Rossi
- Enrique Liporace: Basile
- Arturo Maly: Dr. García Brown
- Jorge Hacker:Guido Ventura
- Alberto Benegas: Golo
- Ingrid Pelicori: Lea
- Jorge Chernov: Jorge
- Cayetano Biondo (Bautista)
- Marcos Woinski: El Polonès
- Héctor Calori: Metge
- Lidia Catalano
- Carlos Verón
- Carlos Trigo
- Osvaldo de la Vega
- Aldo Pastur: Operari 2
- Enrique Latorre
- Jorge Velurtas
- Rafael Casadó
- Enrique Otranto: Psicólogo
- Marcela Sotelo
- Cristina Aroca
- Carlos Vern
- Felipe Méndez: Operari 1
- Miguel Angel Llobet
- Alejandro Arando: Especialista en audiometria

## Premis
- 1982, Premis Cóndor, Asociación de Cronistas de Cine de la Argentina, Cóndor de Plata al mejor actor (Federico Luppi)
- 1982, Premis Cóndor, Asociación de Cronistas de Cine de la Argentina, Cóndor de Plata al mejor director (Adolfo Aristarain)
- 1982, Premis Cóndor, Asociación de Cronistas de Cine de la Argentina, Cóndor de Plata al mejor guión original (Adolfo Aristarain)
- 1982, Premis Cóndor, Asociación de Cronistas de Cine de la Argentina, Cóndor de Plata al mejor montaje (Eduardo López)
- 1982, Premis Cóndor, Asociación de Cronistas de Cine de la Argentina, Cóndor de Plata al mejor revelación masculina (Arturo Maly)
- 1982, Premis Cóndor, Asociación de Cronistas de Cine de la Argentina, Cóndor de Plata al mejor actor de reparto (Ulises Dumont)
- 1982, Premis Coral, Festival de Cine de la Habana, Primer Premi (Gran Coral)
- 1982, Festival Mundial de Cinema de Montreal, Gran Premi de les Ameriques
- 1984, Festival del Film Policial de Cognac, Premi de la Crítica